# Anomala laevisulcata
Anomala laevisulcata är en skalbaggsart som beskrevs av Leon Fairmaire 1888. Anomala laevisulcata ingår i släktet Anomala och familjen Rutelidae. Inga underarter finns listade i Catalogue of Life.